# Жуковский, Сергей Яковлевич
Серге́й Я́ковлевич Жуко́вский (7 октября 1918, хутор Перещепный Богучарского уезда Воронежской губернии — 10 ноября 1980, Минск, Белорусская ССР) — советский военный лётчик и военачальник, генерал-полковник авиации (1968). Заслуженный военный лётчик СССР.

## Довоенная биография
Родился в семье крестьянина. Русский. Окончил среднюю школу в городе Богучаре.
В Красной Армии с 1936 года. Призывался Богучарским районным военкоматом. В 1938 году окончил Качинскую Краснознаменную военная авиационную школу имени А. Ф. Мясникова. Служил в 12-й авиационной эскадрилье ВВС Балтийского флота. В её составе участвовал в Советско-финской войне.

## Великая Отечественная война
Участник Великой Отечественной войны с первого дня. Сражался в составе 127-го истребительного авиационного полка 12-й смешанной авиационной дивизии. Первый день войны встретил в звании младшего лейтенанта, командиром звена, на вооружении полка были бипланы И-153 «Чайка». За день 22 июня 1941 года под городом Гродно провёл 9 воздушных боёв, сбил лично 1 и в группе 4 самолётов противника. За день 29 июля 1941 года одержал ещё 3 групповые победы, а 2 сентября сбил в составе группы ещё 1 самолёт. К 20 октября 1941 года совершил 120 боевых вылетов, к тому времени был уже лейтенантом и заместителем командира эскадрильи. За эти подвиги представлен к званию Героя Советского Союза, но командующий Западного фронта Г. К. Жуков наградил его своим приказом орденом Ленина.
С декабря 1941 года — командир эскадрильи 440-го истребительного авиационного полка, который находился в тылу на переобучении и только в июле 1942 года прибыл на Сталинградский фронт. К началу августа 1942 — старший лейтенант. Отличился и при штурмовке аэродрома врага.
С октября 1942 года — командир эскадрильи 13-го истребительного авиационного полка ВВС РККА (с августа 1943 года — 111-й гвардейский истребительный авиационный полк). В Сталинградской битве с июля 1942 по февраль 1943 года сбил 3 самолёта лично и 5 в группе. Во время Курской битвы 12 июля 1943 года был тяжело ранен, после госпиталя вернулся в строй, стал штурманом того же полка.
С марта 1944 года — командир эскадрильи 41-го гвардейского истребительного авиационного полка.
С апреля 1944 — командир эскадрильи 40-го гвардейского истребительного авиационного полка на Первом Украинском фронте. К июню 1944 года майор, выполнил 417 боевых вылетов, в 69 воздушных боях сбил 10 самолётов лично и 15 в группе.
С июня 1944 года — командир эскадрильи 88-го гвардейского истребительного авиационного полка. К февралю 1945 года — совершил 441 боевой вылет, в 73 воздушных боях сбил 11 самолётов лично и 15 в группе. Закончил войну в Австрии. К концу войны выполнил более 500 успешных боевых вылетов, 13 самолётов сбил лично и 15 в составе группы. Летал на И-16, И-153, ЛаГГ-3, Ла-5.

## Послевоенная служба
После войны окончил Военно-воздушную академию (1950 г.), Военную академию Генерального штаба. Был командиром полка и дивизии. С мая 1961 по декабрь 1963 года — командующий 1-й воздушной армией (Дальний Восток). С января 1964 года — командующий 26-й воздушной армией в Белорусском военном округе. Во время его командования армия была награждена орденом Красного Знамени в 1968 году. С февраля 1972 года — в запасе.
Член КПСС с 1941 года. Депутат Верховного Совета Белорусской ССР. Член Центрального комитета Коммунистической партии Беларуси.
Умер 10 ноября 1980 года. Похоронен на Восточном кладбище в Минске.

## Воинские звания
- генерал-майор авиации (8.08.1955),
- генерал-лейтенант авиации (27.04.1962),
- генерал-полковник авиации (19.02.1968).

## Награды
- орден Ленина (18.12.1941)
- шесть орденов Красного Знамени (1941, 30.08.1942, 04.03.1945, 18.05.1945, 30.12.1956[5], 22.02.1968[6])
- орден Александра Невского (22.10.1944)
- орден Отечественной войны 1-й степени (05.01.1944)
- два ордена Красной Звезды (в том числе 19.11.1951)[5]
- медаль «За боевые заслуги» (05.11.1946)[5]
- медаль «За оборону Ленинграда»
- медаль «За оборону Сталинграда»
- медаль «За взятие Берлина»
- медаль «За освобождение Праги»
- другие медали СССР

## Почётные звания и квалификация
- Заслуженный военный лётчик СССР.
- Военный лётчик 1-го класса.
- Почётный гражданин городов Гродно (1963), Жодино (1964).

## Отзывы
Во 2-й воздушной армии был отличный летчик-истребитель, командир одной из лучших эскадрилий Сергей Яковлевич Жуковский. Мне памятны воздушные бои над Днепром, Вислой и Одером, в которых участвовала восьмерка Сергея Яковлевича. Виртуозный пилотаж, стремительность атак, тонкий расчет и глубокое понимание тактики боя — таков «почерк» комэска.— Красовский С. А. Жизнь в авиации. — М.: Воениздат, 1968. — Глава «Кузница крылатых кадров».